# バックミラー
バックミラーは、後方および後側方を視認するための器具である。自動車部品としての法令用語は後写鏡（こうしゃきょう）で、取り付けられる位置によって、いくつかの種類に分類される。
また、バックミラーの代わりにスマート・ルームミラー（液晶ディスプレイ）を搭載し車体後部に内蔵した高解像度カメラで映像や情報を映し出すシステムもある。
自動車や鉄道車両など以外では、情報漏洩を防ぐためにパソコンや金融機関のATMに装着するものもあり、後方からモニターを覗く存在の確認に用いる。

## 歴史

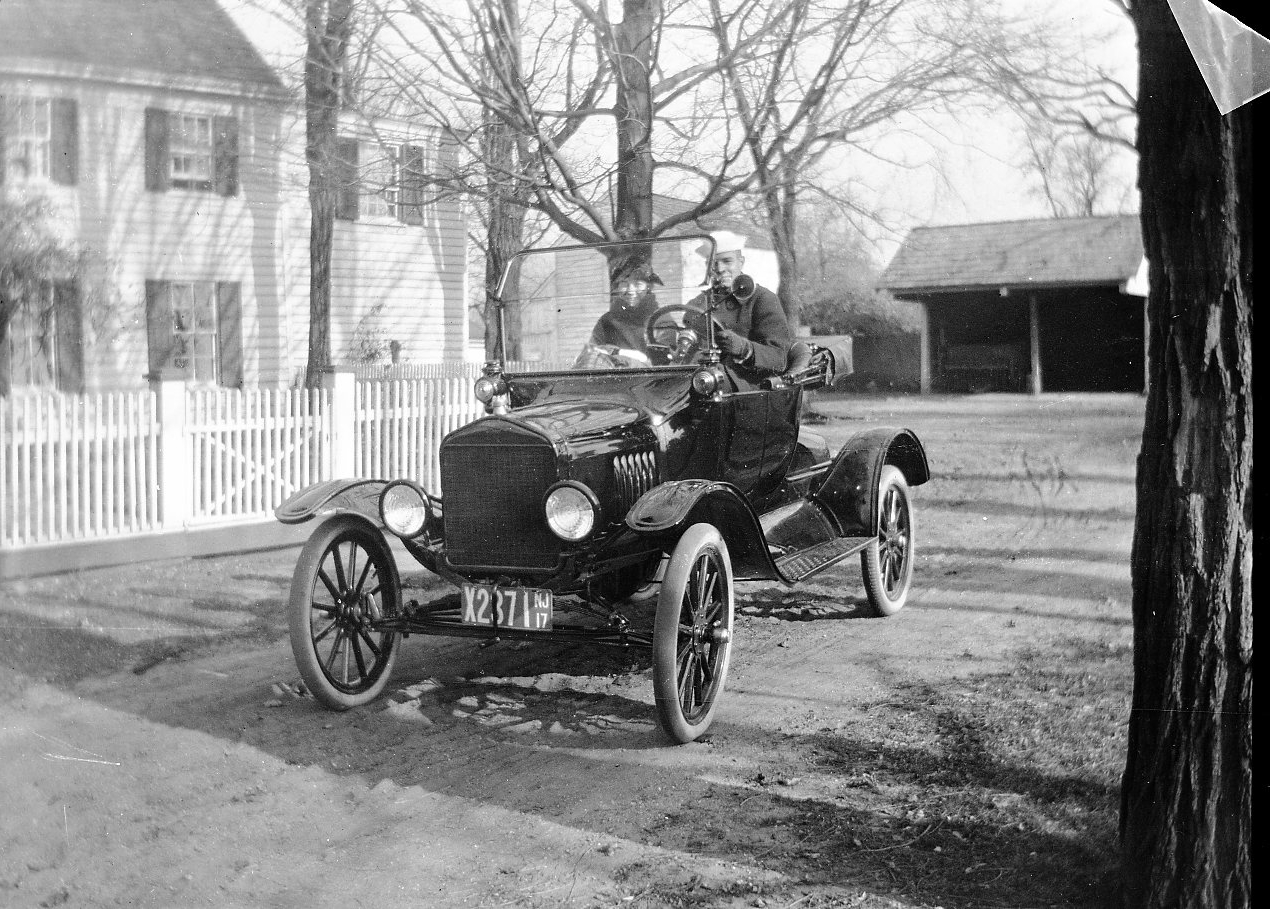
1917年撮影とされるフォード・モデルT。後付けと見られる後写鏡が運転席側の風防横に備えられている。

初期の自動車には後写鏡の類は装備されていなかったが、1906年にイギリスで出版された女性ドライバー向けの本にて、運転時に車内に手鏡を置いて後方を確認する方法が紹介されている。1914年にはアメリカ合衆国で後写鏡に関する特許が出願されているが、その説明文にて、風防やフェンダーに鏡を取り付ける行為が当時広まっていた事が記されている。

### 日本
1949年7月8日の車両規則改正で、運転者室を有する自動車に対して後写鏡の装着が義務付けられた。数や位置についての規定は無い。
1950年12月27日の車両規則改正で、後写鏡の装着義務が軽自動車と被牽引車（トレーラー）以外の全ての自動車に拡大された。
1951年6月1日の道路運送車両法制定で、軽自動車も後写鏡の装着が義務化された。また同年7月28日の道路運送車両の保安基準制定で、後写鏡で右後方50メートルまでの間にある車両を確認できる事が定められ、右側のみサイドミラーが必須となった。サイドミラーは車幅から除外されるが、車両外側から250ミリメートル以内に収めなければならない。
1959年9月15日の道路運送車両の保安基準改正で、右外側線上後方50メートルまでの間にある車両の交通状況を後写鏡で確認できる事が定められた。長さ6メートル以上の自動車には左側にもサイドミラーが義務付けられた。
1962年9月28日の道路運送車両の保安基準改正で、自動車全てに左右のサイドミラーが義務付けられた。加えて左外側線付近の交通状況を後写鏡で確認できる事も定められた。

## 鏡面
一般的には鏡とそれを固定する支持器具からなる。距離感を把握するためには平面鏡を、広い視認性を得るために凸面鏡を用いるのが一般的であるが、車両外部に用いる鏡（ドアミラー）の場合、左右でそれらを使い分け、室内に用いる鏡では平面と凸面を組み合わせる。また、内外両方で、ひとつの鏡の曲率を途中で変化させ、視野を広げるなど、用途に応じて種類が増えている。
二重写り（金属面で反射する像と、ガラスあるいはプラスチック表面で反射する像で二重に見える現象）を防ぐために金属蒸着を利用した表面鏡が用いられる場合が多い。

## 室内後写鏡
車両室内に用いる鏡（ルームミラー）の場合、夜間の後続車の前照灯の眩しさを低減するため、反射率を低くさせるコーティングがなされていたり、二重写りを逆に利用し、ノブを動かして切り換える手動式防眩ミラーも存在する。また、ミラーに液晶を施し、周囲が暗くなると内蔵センサーが感知して自動で反射率を低くする自動式防眩ミラーもある。逆に、スモークフィルムを施した車両では、夜間の視認性が低下するため、反射率が高いミラーが好まれる傾向もある。
日本ではルームミラーが義務付けられておらず、装着せずとも違反とはならない。逆に危険を伴うものや大型で視界を遮るものを取り付けた場合に違反となる場合がある。

### 取付方法
天井から支持アームを吊り下げる方法と、フロントガラスに台座を接着して、そこに支持アームごとミラーをはめる方法がある。日本車では前者の方法が、それ以外では後者の方法が多く用いられた。ただし現在では、日本車でも後者の方が増えて来ている。なお日本車で後者の方法を採る場合、鏡面の角度のみならず高さも変えることが出来ることが多い。

## 防眩

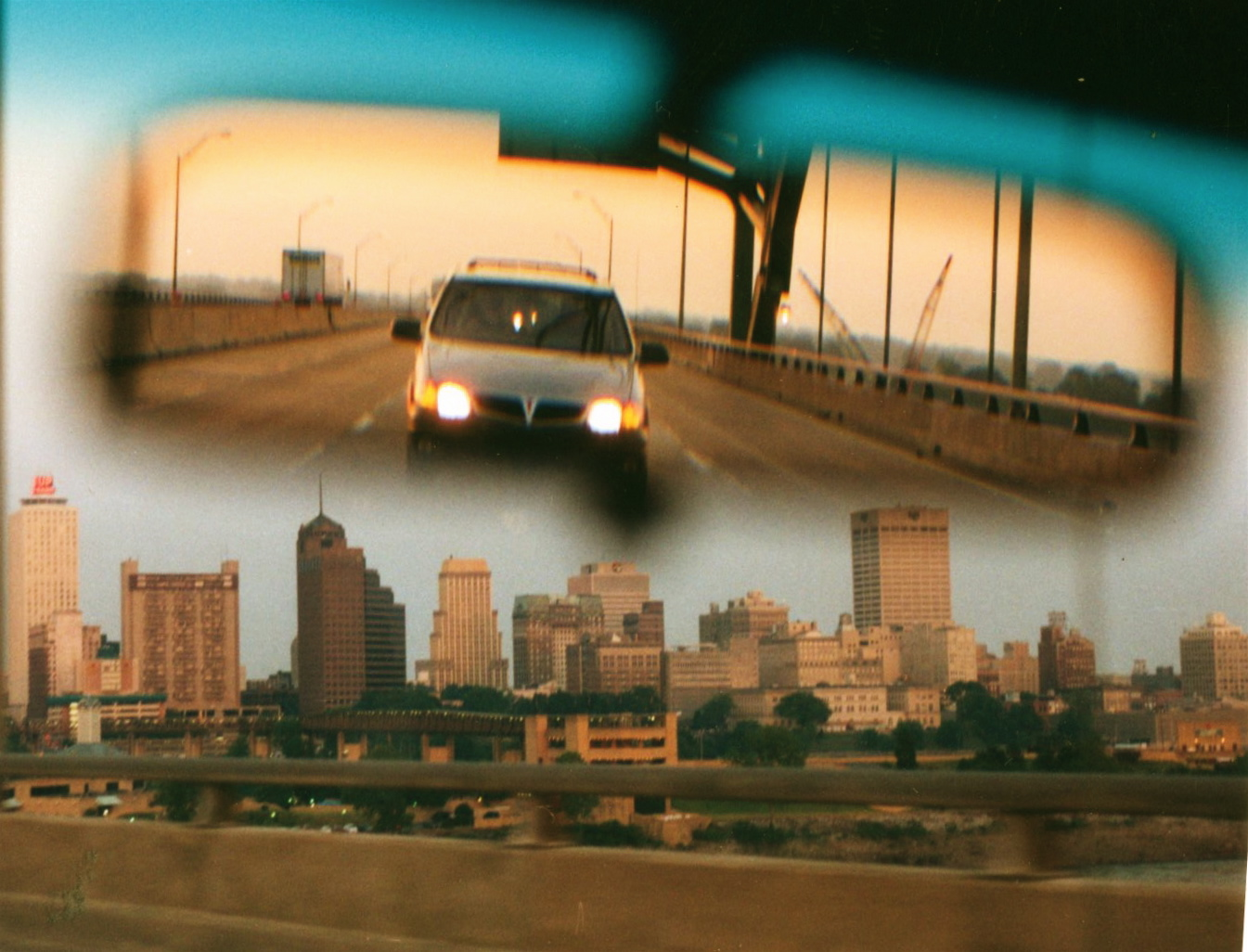
バックミラーに映る後続車のヘッドランプからのまぶしい光（グレア）

プリズム式バックミラー（手動防眩ミラーとも呼ばれる）は、光、ほとんどは後続車両のハイビームヘッドランプの明るさとまぶしさ（グレア）を減弱するために傾けることができる。通常の傾き位置では光は直接反射して夜間に運転手の眼に入ることになる。この種のミラーは断面がくさび形のガラス部品から作られる（前面と後面が平行になっていない）。
手動版では、ミラー下部に 「昼」と「夜」を切り替えるためのつまみが付いている。昼位置では、前面が傾いており、反射する背面が強い反射を与える。ミラーが夜位置に動かされると、後面が傾いて運転手の視線から外れる。この位置では、背面の鏡面は天井を写しており、運転手は低反射前面ガラスからの反射によって後方を実際には見ている。
「手動」防眩ミラーは1930年代に初めて登場し始め、1970年代初頭までにはほとんどの乗用車とトラックの標準装備となった。

### 自動防眩
1940年代、アメリカの発明家ジェイコブ・ラビノウは、くさび型昼/夜切り換えミラーのための光感知自動機構を開発した。
現在のシステムは大抵、光を検出するためにバックミラーに埋め込まれた光検出器を使用し、エレクトロクロミズムによってミラーを薄暗くする。このエレクトロクロミズム機能はサイドミラーにも取り入れられている。

## 後方モニター

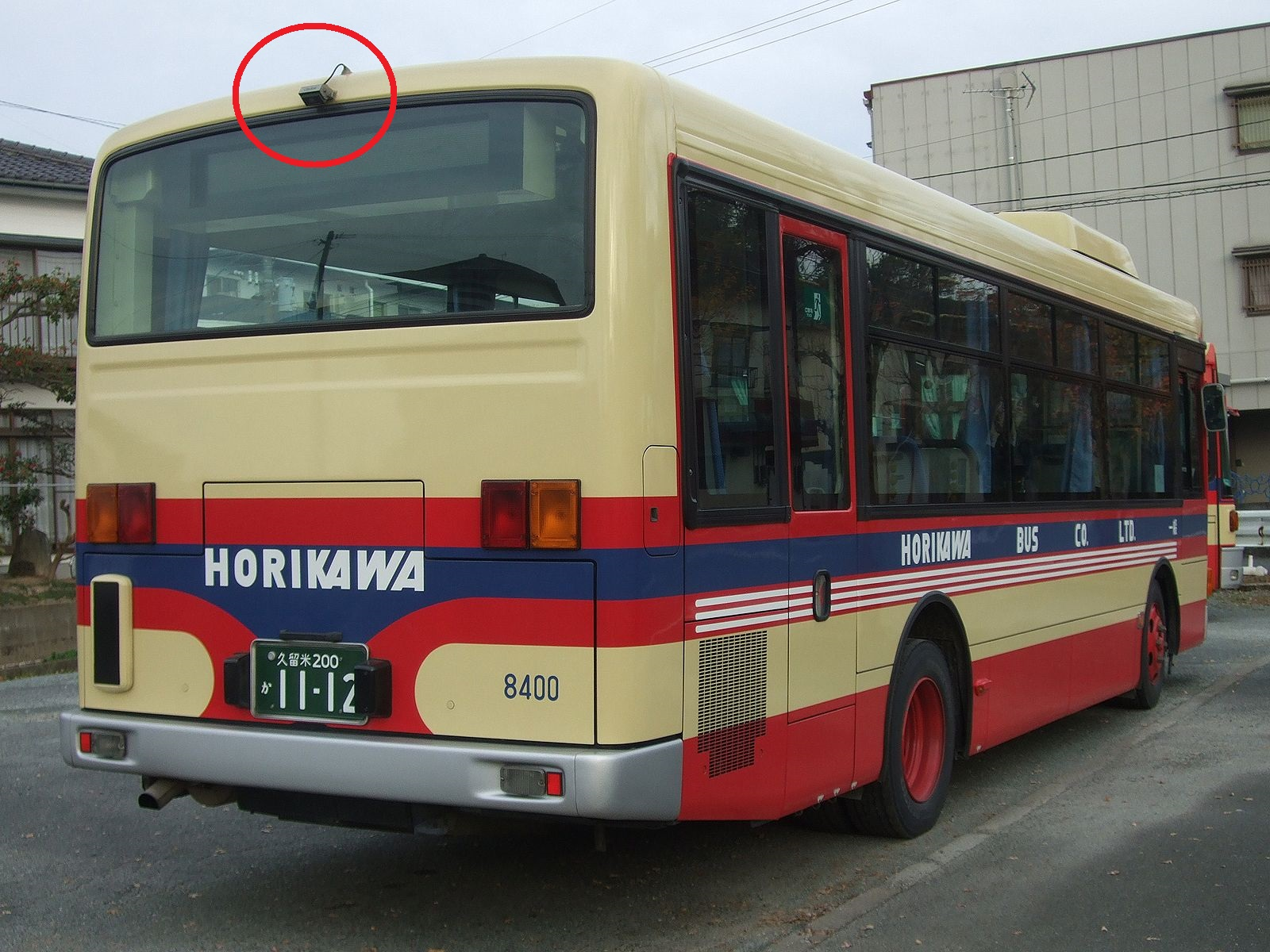
バックアイカメラを設置しているバスの例。後部窓上部の赤丸で囲った部分の内側に付いているカメラがバックアイカメラであり、このカメラで撮影した映像を運転席付近のモニターに映し出す。

トラック・バスなどではミラーで車両の背後を確認することが困難なため、車両後部にバックカメラ（バックアイカメラ、リアビューカメラ）を、ダッシュボードにモニターを取り付け、ミラーの代わりとするものが多い。
近年では駐車の容易化の目的で、後退時に車両後方の映像をモニター搭載型カーオーディオやカーナビの液晶画面に映し出す「バックモニター」あるいは「パーキングアシストリアビューカメラ」というシステムが搭載されている車両が存在するが、この場合はバックミラーは別に設置されている。複数のカメラを用い、自車上空から俯瞰したような映像を映し出す装置も製品化されている（例：日産自動車のアラウンドビューモニター）。
鉄道車両の場合は、発車時の安全確認に使用する目的で、カメラを後方や側方に設置した同様のシステムが使用されている。
他方、バックミラー自体を液晶にすることで、通常は全反射設定にしてミラーとして使用し、ギアがリバースに入ると自動でリアビューカメラの映像に切り替わって「バックモニター」となるものもある。このバックミラーモニターでは、停車時などにワンセグやDVDソフトを見るためのモニターとしても使用できる。
が決まっている
アメリカでは2018年5月以降、NHTSA（運輸省道路交通安全局）により、全米で販売する自動車メーカーを対象に、後方確認カメラの装着が義務化されていて、日本では2022年5月以降に販売する新車にバックカメラかセンサーの装備義務化が決まっている。

## アクセサリー
バックミラーに吊り下げるアイテムがあるが、地域によっては、前方の視界を妨げ、安全性を損なうという理由で違法となっている。
- ファジーダイス（英語版） - バックミラーに吊り下げるアクセサリーで1950年代に流行となった。

### 注

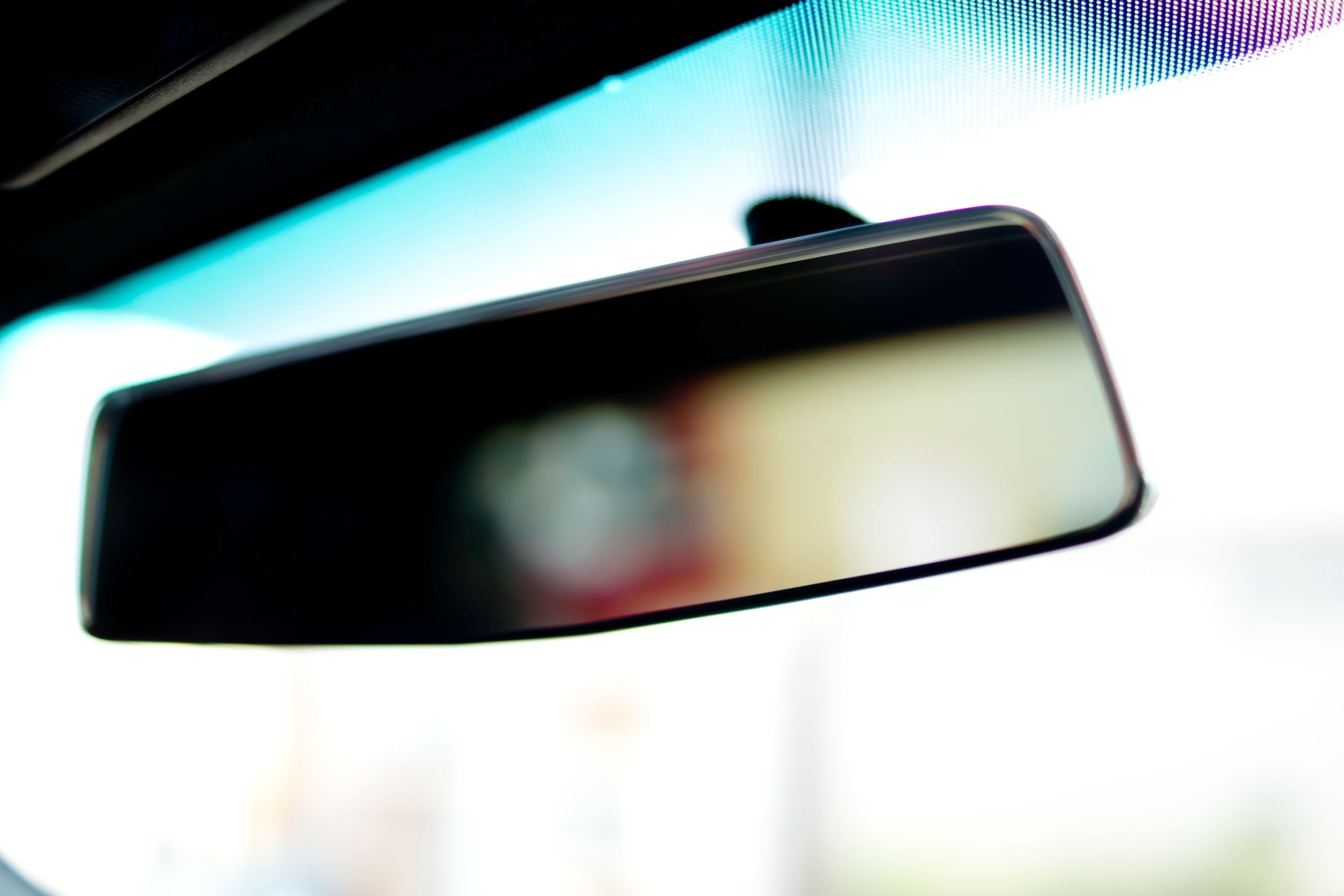
トヨタ・86の室内後写鏡（ルームミラー）

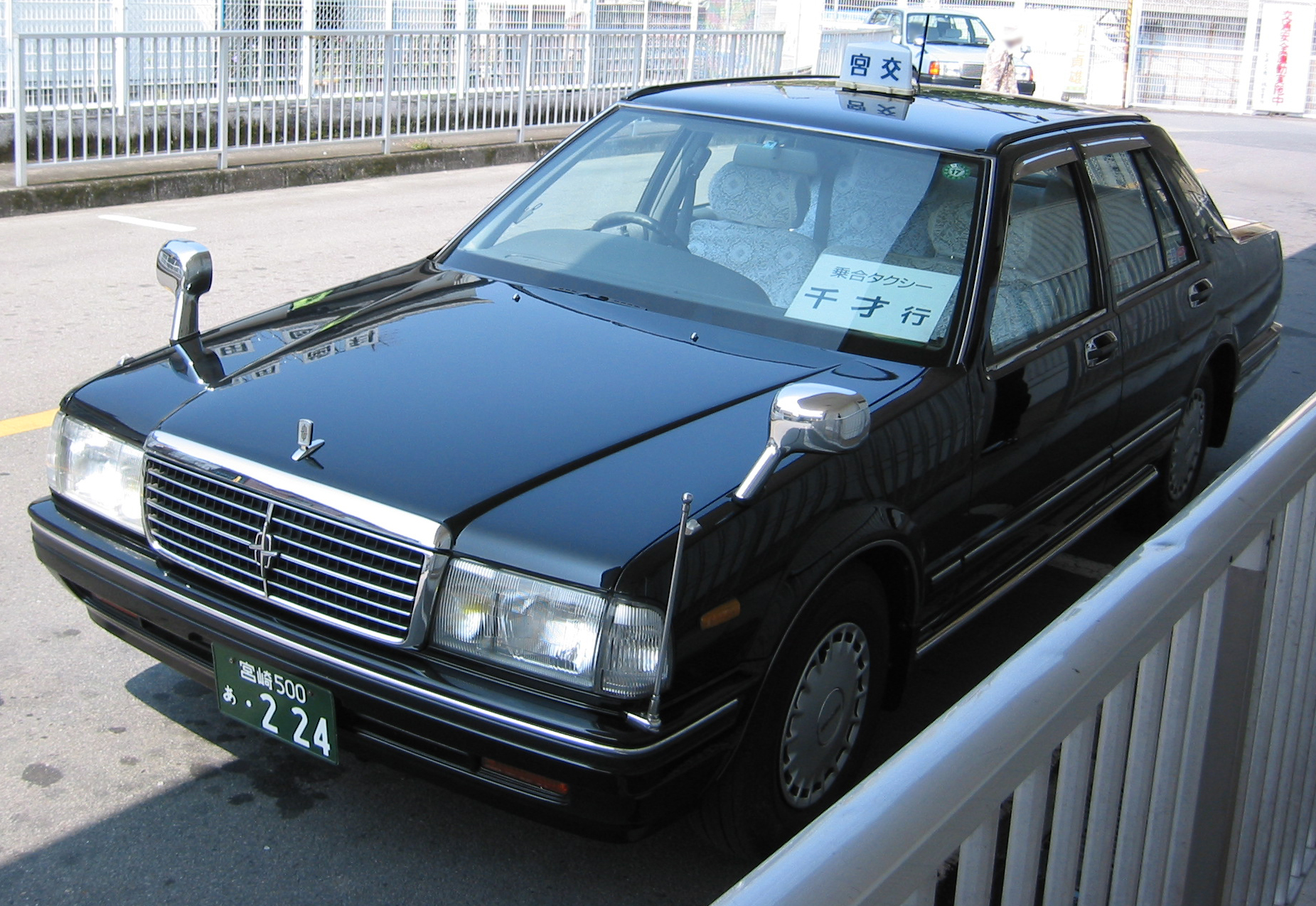
フェンダーミラーを備えた日産・セドリック

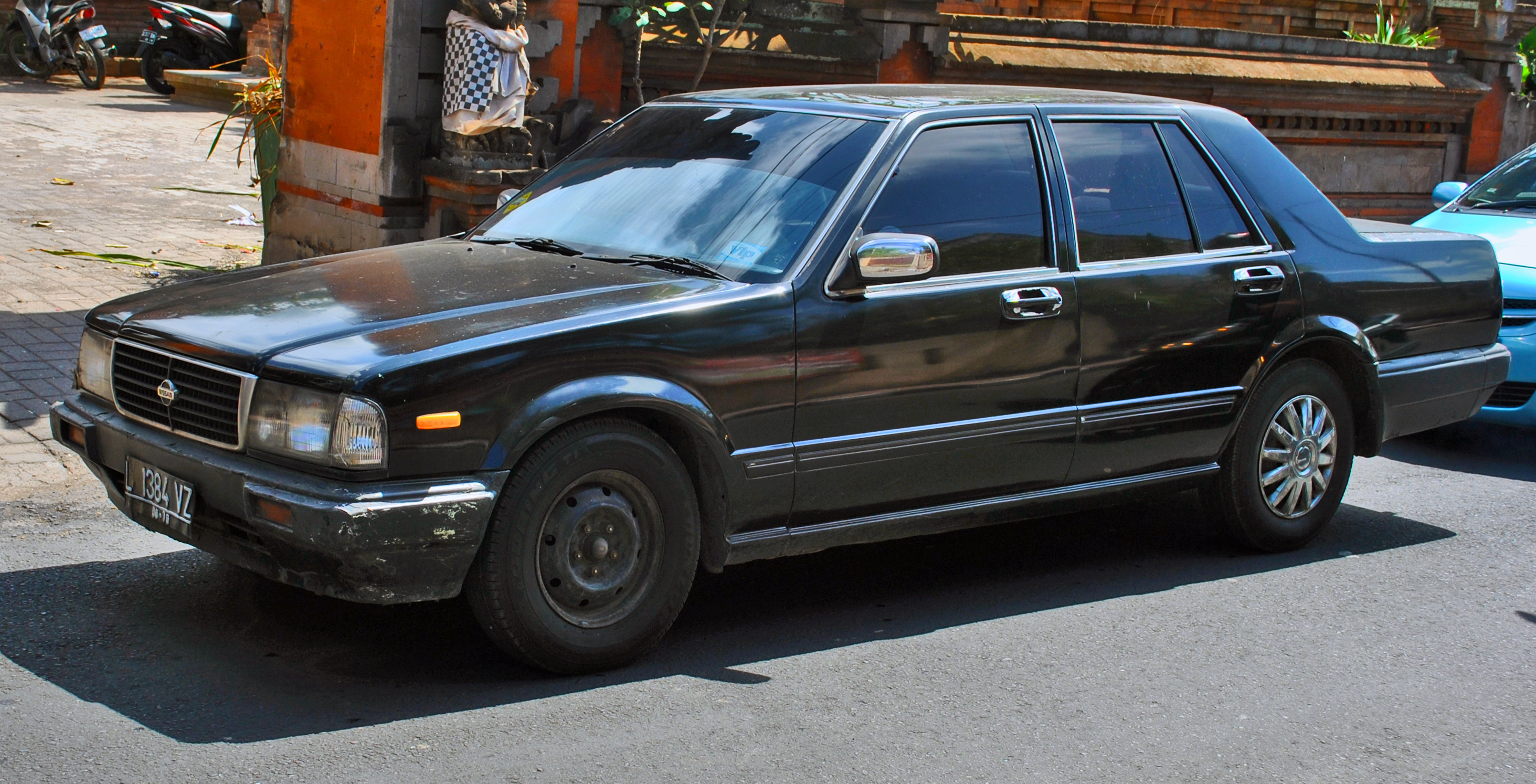
ドアミラーを備えた日産・セドリック

1. ↑  バックミラーは和製英語であり、英語では、室内のものをrear-view mirrorまたはinner rear-view mirror、フェンダーミラーやドアミラーなど車外のものをside-view-mirror、side mirror、wing mirror、またはouter rear-view mirrorと呼ぶ。